# Z 네이션
《Z 네이션》(영어: Z Nation)는 2014년부터 현재까지 방영된 드라마이다.